# Malthodes hikosanus
Malthodes hikosanus es una especie de coleóptero de la familia Cantharidae.

## Distribución geográfica
Habita en Japón.